# Ніколаєва Вікторія Володимирівна
Вікторія Володимирівна Ніколаєва (23 серпня 1978, Вінниця) - українська майстриня гончарного мистецтва. Засновниця простору «Етно Чари» у Вінниці (Україна).

## Життєпис
Народилася 23 серпня 1978 року у місті Вінниця.
Навчаючись на п’ятому курсі Вінницького педагогічного університету ім. М.Коцюбинського, пройшла практику в Приватній школі «АІСТ» (2002-2006 рр.), де знайомиться з Людмилою Філінською – майстринею кераміки, яка й стала її вчителькою та духовною наставницею. Залишаючись працювати у школі, паралельно навчається створювати керамічні іграшки та іншу дрібну пластику. Маючи музичну освіту, спочатку цікавиться можливістю створення керамічних музичних інструментів – окарин, потім захоплюється вивченням гончарства.
Починаючи з 2002 року майстриня стала активною учасницею міських, обласних, всеукраїнських і міжнародних мистецьких форумів і виставок: «Дні Європи» (Франція), «Барвиста Україна» (м. Київ), «Якою бути Україні?» (м. Миколаїв), «Шешори Подільські» (с. Воробіївка), «Країна Мрій» (м. Київ), «Асоціація українців Кастельйону та провінції «Калина»» (CastellondelaPlana, Іспанія), пленер гончарів «Освячені горном» (с. Бубнівка Гайсинського району).
У 2006 - 2010 роках Вікторія Ніколаєва передавала любов до глини вже своїм учням у Вінницькому міському Палаці дітей та юнацтва, де працювала керівницею гуртка «Кераміка і гончарство». Один із її учнів – Михайло Діденко став президентським степендіатом від Вінниччини, як молодий майстер гончарного мистецтва  у 2015 році.
Нині Вікторія Ніколаєва є знаною майстринею, яка має власну майстерню, її керамічні роботи знаходяться в музеях та приватних колекціях України, Франції, Польщі, Німеччини, Канади, Португалії, Іспанії, Ізраїлі, Бельгії, Литви.
В даний час майстриня працює над відтворенням старовинних зразків подільської кераміки. Зокрема, відтворила старовинні зразки барських, шаргородських, бережанських, смотрицьких, майдан-бобринських, дибинецьких та бубнівських мисок.
Вікторія Ніколаєва наприкінці 2024 року стала лауреаткою престижної мистецької премії імені Катерини Білокур. Таким чином було відзначено її гончарні вироби за мотивами Барської кераміки.

## Артпростір подільської кераміки «Етно Чари»
У Вінниці 28 жовтня 2023 року відкрився простір «Етно Чари»: місце для спілкування, творчості, збереження існуючих і створення нових традицій Подільської кераміки, а також для арттерапії захисників і захисниць України. Засновниця артпростору - Вікторія Ніколаєва. З 1 листопада простір «Етно Чари» відкритий для всіх охочих щодня з 10:00 до 20:00 (м. Вінниця, вул. Магістратська, 52).